# Daud Szach
Daud Szach (ur. ?, zm. 21 maja 1378) – sułtan Dekanu w 1378 r., wnuk Abu-I Muzzaffar Ala ud-din I Bahman Szacha.
Zamorodowany po kilkumiesięcznym panowaniu.

## Literatura
- Daud Szach, [w:] M. Hertmanowicz-Brzoza, K. Stepan, Słownik władców świata, Kraków 2005, s. 720.